# Hordeína
A hordeína é uma glicoproteína prolamínica, presente na cevada e nalguns outros cereais, juntamente com a gliadina e outras glicoproteínas (como as glutelinas) reunidas sob a designação geral de glúten. As hordeínas encontram-se no endosperma, onde uma das suas funções é atuar como unidade de armazenamento.